# برادفورد تاون
برادفورد تاون لكرة القدم (بالإنجليزية: .Bradford Town F.C)‏ هو نادٍ مقره في براد اون افون في ويلتشاير، بإنجلترا. هو حاليًا عضو في دوري الدرجة الممتازة اليونانية ويلعب في Trowbridge Road على Bradford على ملعب Avon Sports and Social Club.

## السجلات
- أفضل أداء لكأس الاتحاد الإنجليزي: الجولة التأهيلية الثانية، 2015-16.[1]
- أفضل أداء فاز به اتحاد كرة القدم: الجولة الخامسة، 2014–15، 2017–18، 2019–20.[1]
- عدد الحضور القياسي: 621 ضد ميلكشام تاون.